# Râul Valea Viezurilor
Râul Valea Viezurilor este un curs de apă, afluent al râului Borod.

## Hărți
- Harta Munții Apuseni
- Harta județului Bihor